# جردن پیکفورد
جردن لی پیکفورد (انگلیسی: Jordan Lee Pickford؛ زادهٔ ۷ مارس ۱۹۹۴) بازیکن فوتبال اهل انگلستان است که برای باشگاه فوتبال اورتون و در تیم ملی انگلستان نیز بازی می‌کند.
از باشگاه‌هایی که در آن بازی کرده‌است، می‌توان به ساندرلند، آلفرتون تاون، برتون آلبیون، کارلایل یونایتد، برادفورد سیتی، پرستون نورث اند و باشگاه فوتبال اورتون اشاره کرد.

## آمار ملی

### بازی‌های ملی
تا تاریخ ۲۰ نوامبر ۲۰۲۳
| انگلستان | انگلستان | انگلستان | انگلستان |
| سال      | بازی     | کلین شیت | گل خورده |
| -------- | -------- | -------- | -------- |
| ۲۰۱۷     | ۱        | ۱        | ۰        |
| ۲۰۱۸     | ۱۴       | ۴        | ۱۴       |
| ۲۰۱۹     | ۹        | ۵        | ۹        |
| ۲۰۲۰     | ۶        | ۳        | ۴        |
| ۲۰۲۱     | ۱۲       | ۸        | ۴        |
| ۲۰۲۲     | ۸        | ۳        | ۷        |
| ۲۰۲۳     | ۹        | ۴        | ۵        |
| مجموع    | ۵۹       | ۲۸       | ۴۳       |

## افتخارات
زیر ۲۱ سال انگلستان
- مسابقات تولون: ۲۰۱۶

انگلستان
- لیگ ملت‌های اروپا: رتبه سوم: ۱۹–۲۰۱۸[۳]

- جام ملت‌های اروپا: نایب قهرمان: ۲۰۲۰[۴]
- جام جهانی فوتبال:مقام چهارم: ۲۰۱۸[۵]